# Esquilinhøjen
Esquilinhøjen (latin: Collis Esquilinus; italiensk: Esquilino) er den største og højeste af Roms syv høje. Dens sydligste spids er Oppius (Oppiushøjen).

## Etymologi
Oprindelsen af navnet Esquilin er stadig genstand for stor debat. En teori er, at højen er blev opkaldt efter den overflod af aesculi (italienske ege), der voksede der. En anden teori er, at under Roms begyndelse var Kapitolhøjen, Palatinerhøjen og de nordlige udkanter af Celiohøjen de mest befolkede områder af byen, hvis indbyggere blev betragtet som inquilini ("byens beboere"). Dem, der beboede de ydre regioner (Aurelian, Oppius, Cispius, Fagutalis) blev betragtet som exquilini ("forstæder").
Esquilinerhøjen omfatter tre fremtrædende udløbere, som nogle gange også kaldes "høje":
- Cispius – nordlig bakkeudløber
- Oppius – sydlig bakkeudløber
- Fagutalis – vestlig bakkeudløber

Esquilinhøjen rejste sig over dalen, hvori Colosseum senere blev bygget, og var et mondænt boligkvarter.
I henhold til Livius blev bebyggelsen på Esquilinhøjen udvidet under Servius Tullius, Roms sjette konges, i det 6. århundrede f.Kr. Kongen flyttede også sin bolig til højen for at øge dens respektabilitet.
Den politiske rådgiver (for kejser Augustus) og kunstmæcen Maecenas (70-8 f.Kr.) placerede sine haver – den første i hellenistisk-persisk havestil i Rom – på Esquilinehøjen, oven på Serviusmuren og dens tilstødende nekropolis. Det indeholdt terrasser, biblioteker og andre aspekter af romersk kultur. Ved Oppius konfiskerede Nero (37 e.Kr.–68 e.Kr.) ejendom for at bygge sit ekstravagante, kilometerlange gyldne hus, og senere opførte Trajan (53 e.Kr. – 117 e.Kr.) sit badekompleks, hvis rester er synlige i dag. Horti Liciniani fra det 3. århundrede, en gruppe haver (inklusive det relativt velbevarede nymphaeum, der tidligere blev identificeret som det ikke-eksisterende Minerva Medica-tempel), blev sandsynligvis bygget på Esquilinhøjen. Længere mod nordøst – på toppen af Cispius – ligger basilikaen Santa Maria Maggiore.
I 1781 blev den første kendte kopi af marmorstatuen af en diskoskaster – Discobolus af Myron – opdaget på Massimo-familiens romerske ejendom, Villa Palombara, på Esquilin-højen. Den berømte Esquilin-skat, som i dag findes på British Museum, blev fundet på Esquilinhøjen.